# 政治経済学

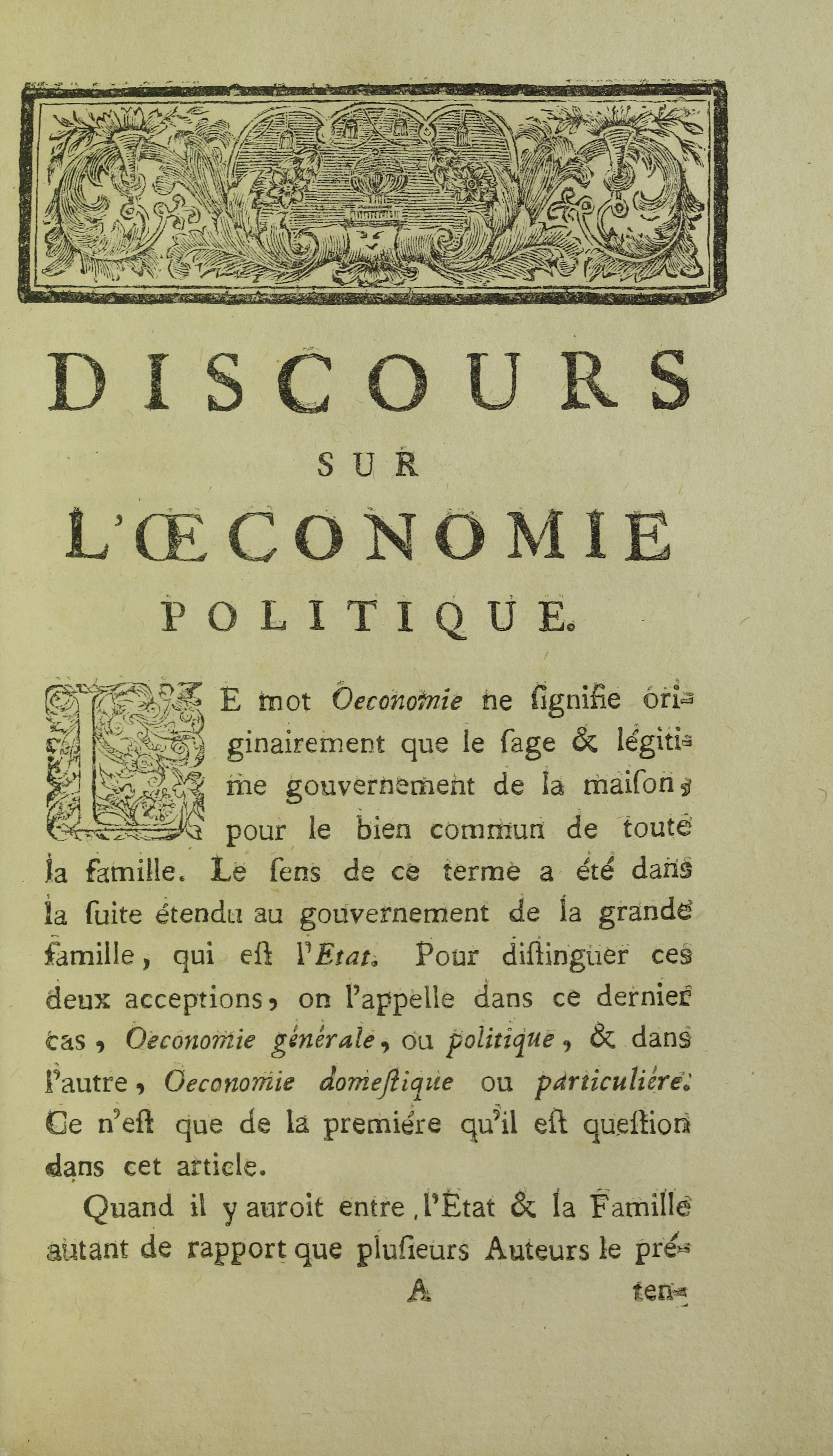
ジャン＝ジャック・ルソー『政治経済論』（1758年）

政治経済学（せいじけいざいがく、英語: political economy）は、経済学にまつわる以下のような分野のことを言う。
- 経済学の旧称としての政治経済学
- 主流派経済学における政治経済学
- 異端派経済学における政治経済学
- 国際関係論における政治経済学

## 経済学の旧称としての政治経済学
経済学は、当初その名称が「political economy（政治経済学）」であった。これは「economy」が語源的・本来的には「家政学」といった意味であり、そこに「国の」という意味の形容として「political」がつけられた、とよく説明される。そのため古典派経済学の著作では「political economy」を「政治経済学」ではなく単に「経済学」と訳すのが一般的である。その後、「economics（経済学）」という言葉が、アルフレッド・マーシャルによって創られ、経済学を指す名称として広く受け入れられると、「政治経済学」が経済学の名称として用いられることは少なくなった。
一方で、本来「political」には「政治的」あるいは「政策的」の意味が含まれていたが、後にその問題意識が見失われた、という主張もある。古典派経済学においては、その多くに政治的・政策的な主張が含まれていたらからである。アダム・スミスの所論は重商主義批判であったし、デヴィッド・リカードとフリードリッヒ・リストは自由貿易と保護貿易をめぐって論争を行っていた。ジョン・スチュアート・ミルは経済学者であると同時に政治学者でもあった。

## 主流派経済学における政治経済学
主流派経済学における政治経済学は、社会選択理論やゲーム理論といった数理的手法および計量経済学の統計的手法によって、経済政策や経済的パフォーマンス等を政治制度や政治的アクターの行動等によって説明しようとする研究分野である。社会選択理論は、投票制度をはじめとする制度の記述とそのパフォーマンスの（公理的）分析のために有用である。ゲーム理論は複数のアクターの行動が互いの利得に影響しあう戦略的状況の分析に有用であり、個々の主体のインセンティブを考慮したうえで，行動の帰結を予測するために用いられる。英語では、political economicsと呼ばれることもある。
次の3つの源流がある。
- 実証政治理論：主体の行動に合理性を仮定して、投票制度などを社会選択理論などを用いて分析する政治学の分野である。社会選択理論やゲーム理論といった数理的手法の厳密な適用が特徴である。社会選択理論とゲーム理論は補完的に用いられることが少なくない。たとえば投票ルールを分析するために、まず社会選択理論的手法で（選好から帰結への対応として）ルールを記述し、次にそのルールのもとでのひとびとの行動をゲーム理論の概念である均衡によって予測する。ローチェスター学派によって主導されてきた。ウィリアム・ライカー、ダンカン・ブラック、アンソニー・ダウンズが代表的研究者である。
- 公共選択論：政治的要因が財政、貿易政策、規制などに与える影響をゲーム論などを用いて分析する経済学の分野である。実証政治理論に比べて、 公共選択論は、ミクロ経済学やゲーム理論をやや軽めに用いることが多かった。たとえば個人レベルの選好やコストまでに溯ることなしに、意思決定その他のコストやアクターの合理性にアドホックな仮定（獲得予算最大化など）を置くこともあった。ヴァージニア学派によって主導されてきた。ジェームズ・ブキャナン、ゴードン・タロック、マンサー・オルソンが代表的な研究者である。
- マクロ経済政策に関する理論的研究：合理的期待仮説を前提に、マクロ経済政策の有効性について研究する経済学の分野である。特に、動的不整合性に着目する。淡水派によって主導されてきた。ロバート・ルーカス、エドワード・プレスコット、フィン・キドランドが代表的研究者である。

## 異端派経済学における政治経済学
マルクス経済学における政治経済学は、経済現象を社会構造、制度、文化、政治体制などを含めた広い視野から分析する分野のことを言う。当初から、マルクス経済学は、古典派経済学の政治への問題意識を批判的に継承するとともに、その分析対象として、政治体制と経済体制を含む社会全体を視野に入れてきた。戦後になると、再びマルクス経済学や、それに理解を示す経済学者によって政治経済学が用いられる例が増えた。例えば都留重人や宮本憲一によるものである。冷戦終結後は、政治経済学という言葉がマルクス経済学の発展的継承という意味で用いられることもある。これは自称であり、実態はマルクス経済学そのもの、という場合も少なくない。
戦間期から戦後にかけて、新古典派以降の経済学とマルクス経済学の何れにも属さない立場や、一方に飽き足らなくなった立場からの研究が政治経済学と呼ばれた。その初期の代表例は、カール・ポランニーによる『大転換』である。現在は環境経済学で参照されることが多い、ウィリアム・カップの『私的企業と社会的費用』も最終的に民主主義論に到達する。さらに、ケネス・E・ボールディングも、『経済学を超えて』の中で経済学から政治学を指向する必要性を説き、独自の政治経済学を構築した。日本でも、経済学史研究から多彩な展開を見せた玉野井芳郎の業績などを政治経済学と位置づける見解も存在する。

## 国際関係論における政治経済学
国際関係論における政治経済学は国際政治経済学と呼ばれる。これには次のようなものが含まれる。
- 自由主義的研究には、ロバート・コヘインやジョセフ・ナイによるものが挙げられる。国家の貿易政策や通貨政策などが国際的な貿易や国際金融にどう影響するかを研究する。各国の関係が平等に近いものであることを前提として、その相互依存関係に着目する。
- 現実主義的研究には、ロバート・ギルピンやスティーヴン・クラズナーによるものが挙げられる。
- マルクス主義的研究には、従属理論や、イマニュエル・ウォーラーステインによる世界システム論、スーザン・ジョージによる研究が挙げられる。

マルクス主義的研究を環境問題に適用したものをpolitical ecologyと言う。20世紀後半以降、環境問題の顕在化とともに、political ecologyという言葉が使われるようになってきた。political ecologyは単に「政治的なエコロジー」あるいは政治生態学ではなく、political economyのもじりとされるとともに、実質的にも特に従属理論や世界システム論を念頭に置いた意味での政治経済学の環境版とされている。日本ではpolitical ecologyは、政治経済学や環境経済学、政治学よりも環境社会学での紹介・受容が進んでいる。

## その他
社会を政治的・経済的な観点から総合的に分析する研究が政治経済学と呼ばれることがある。ギャリー・ロダンによるシンガポールの政治経済体制分析があげられる。

## 学術雑誌

### 主流派経済学における政治経済学
- Social Choice and Welfare（英語版）
- Public Choice（英語版）

### 異端派経済学における政治経済学
- Cambridge Journal of Economics（英語版）
- Review of Radical Political Economics（英語版）

### 国際関係論における政治経済学
- International Organization（英語版）
- Review of International Political Economy（英語版）